# Deborah Jinová
Deborah S. Jinová (15. listopadu 1968 – 15. září 2016) byla americká fyzička pracující v Národním institutu standardů a technologií. Vyučovala v University of Colorado at Boulder a působila v univerzitních laboratořích.
Je považována za průkopnici oboru polární molekulární kvantové chemie. V letech 1995–1997 pracovala s Ericem Cornellem a Carlem Wiemanem v laboratoři JILA při univerzitě v Boulderu, kde se podílela na některých z prvních studií týkajících se Boseho–Einsteinova kondenzátu. V roce 2003 připravila Jinová a její tým jako první na světě novou formu hmoty, fermionový kondenzát. Použity byly magnetické pasti a lasery k ochlazení fermionových atomových plynů na méně než 100 miliardtin stupně nad absolutní nulou, kdy úspěšně proběhla kvantová degenerace a vznik molekulárního Boseho-Einsteinova kondenzátu.

## Vzdělání
Vystudovala Princetonskou univerzitu v roce 1990, doktorát získala roku 1995 na Chicagské univerzitě, jejím vedoucím zde byl Thomas Felix Rosenbaum.

## Ocenění
V roce 2005 byla zvolena členkou Národní akademie věd Spojených států amerických a Národní akademie věd a umění.
Získala rovněž řadu prestižních ocenění, například medaili Benjamina Franklina a Comstockovu cenu za fyziku.